# Phyllonorycter celtifoliella
Phyllonorycter celtifoliella là một loài bướm đêm thuộc họ Gracillariidae. Nó được tìm thấy ở Hoa Kỳ (bao gồm Illinois, Kentucky, Ohio, West Virginia, Florida, Georgia, Maryland và Texas).
Ấu trùng ăn Celtis species, bao gồm Celtis occidentalis. Chúng ăn lá nơi chúng làm tổ.